# شایومرچه
شایومرچه (به مجاری:  Sajómercse) یک منطقهٔ مسکونی در مجارستان است که در بورشود-آبااوی-زمپلن واقع شده‌است.